# Ton'a
Ton'a (頓阿, (né en 1289, mort en 1372), également épelé Tonna; nom laïc : Nikaidō Sadamune 二階堂貞宗 est un poète bouddhiste japonais, étudiant de  Nijō Tameyo 二条為世. Ton'a prend la tonsure au temple Enryaku-ji mais se trouve plus tard associé à la secte Ji 時宗 (fondée par Ippen). Il vénère le génie poétique de Saigyō. Voici deux de ses poèmes les plus connus :
naku semi no

koe mo hitotsu ni

hibikite

matsu kage suzushi

yama no takitsuse

Crying cicadas

are in one voice with the sound

that reverberates

– cool, in the shade of the pines –

from a mountain cascade.
ne ni tatete

nageku wa nani zo

utsusemi no

munashiki yo to wa

shiranu mono ka wa

Just what can it be

that makes them cry so loudly?

But, ah, of course: cicadas would know

how empty is this world

of the cicada shell.

## Source de la traduction
- (en) Cet article est partiellement ou en totalité issu de l’article de Wikipédia en anglais intitulé « Ton'a » (voir la liste des auteurs).